# Azochis rufidiscalis
Azochis rufidiscalis is een vlinder uit de familie van de grasmotten (Crambidae), uit de onderfamilie van de Spilomelinae. De wetenschappelijke naam van deze soort is voor het eerst voorgesteld door George Francis Hampson in een publicatie uit 1904.
De soort komt voor in het zuidoosten van de Verenigde Staten (Florida), de Bahama's, Cuba, de Dominicaanse Republiek en Puerto Rico.